# Cúp bóng đá Phần Lan 2013

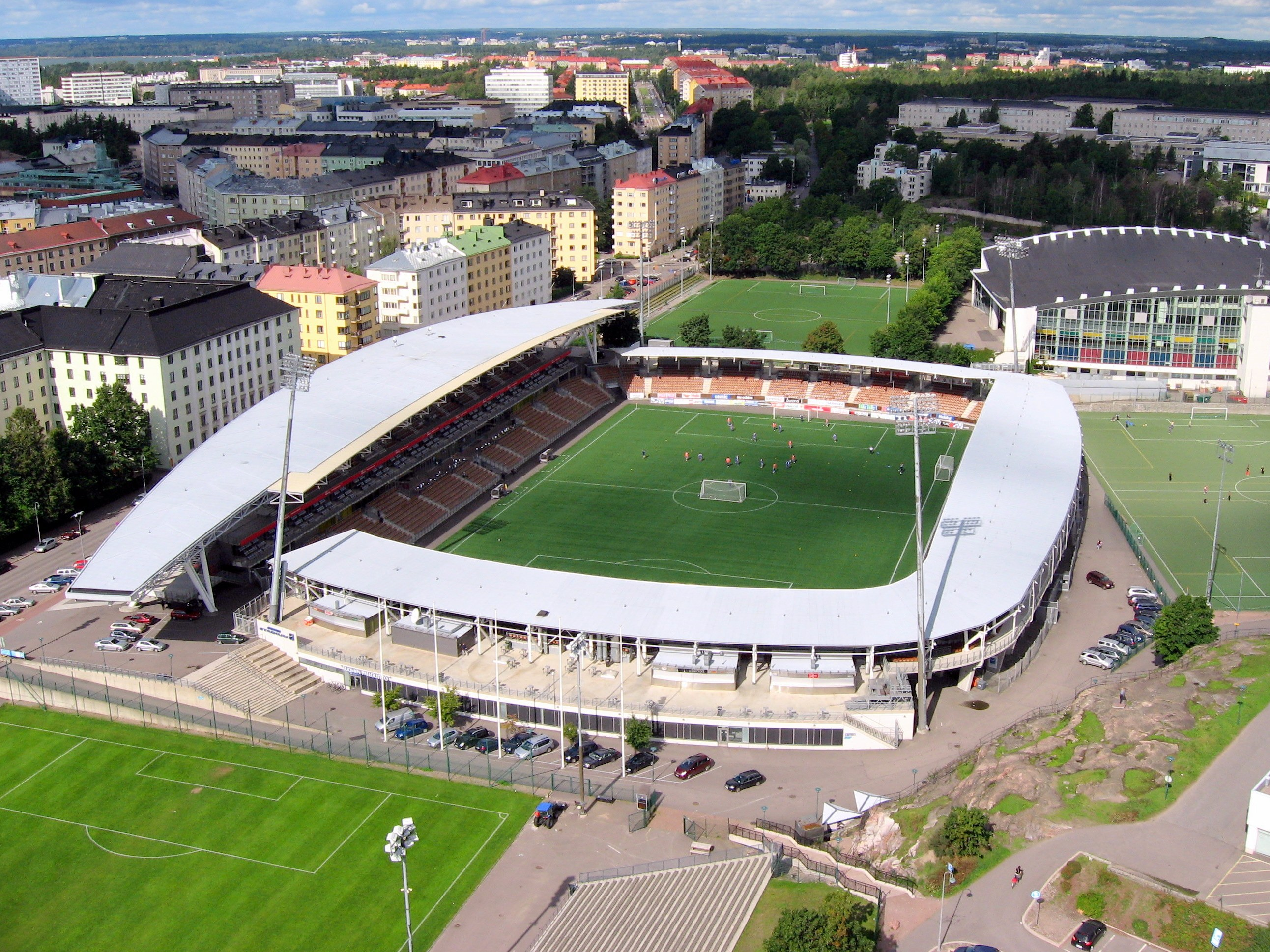
Sân vận động Sonera, Helsinki - địa điểm thường xuyên tổ chức trận Chung kết Cúp bóng đá Phần Lan

Cúp bóng đá Phần Lan 2013 (tiếng Phần Lan: Suomen Cup) là mùa giải thứ 59 của giải đấu cúp bóng đá thường niên ở Phần Lan. Giải được tổ chức theo hình thức giải đấu loại trực tiếp. Việc tham gia giải là tự nguyện. Có tổng cộng 152 đội bóng đăng ký tham gia, với 12 đội ở Veikkausliiga, 8 đội ở Ykkönen, 31 đội ở Kakkonen, 54 đội ở Kolmonen và 101 đội ở các hạng đấu khác.
Giải đấu khởi tranh vào ngày 5 tháng 1 năm 2012 với trận đấu đầu tiên ở Vòng Một. Các trận đấu ở các vòng đầu diễn ra trên sân nhân tạo ở trong nhà.

## Đội bóng
| Vòng đấu  | Số câu lạc bộ còn lại | Số câu lạc bộ tham gia | Số đội thắng từ vòng trước | Số đội mới tham gia vòng này | Giải đấu tham gia vòng này                                                           |
| --------- | --------------------- | ---------------------- | -------------------------- | ---------------------------- | ------------------------------------------------------------------------------------ |
| Vòng 1    | 152                   | 70                     | không có                   | 70                           | Kolmonen (Hạng 4) Nelonen (Hạng 5) Vitonen (Hạng 6) Kutonen (Hạng 7) Seiska (Hạng 8) |
| Vòng 2    | 117                   | 66                     | 35                         | 31                           | xem ở trên                                                                           |
| Vòng 3    | 84                    | 72                     | 33                         | 39                           | Ykkönen (Hạng 2) - 8 đội Kakkonen (Hạng 3) - 31 đội                                  |
| Vòng 4    | 48                    | 40                     | 36                         | 4                            | Veikkausliiga (Hạng 1) - 4 đội                                                       |
| Vòng 5    | 28                    | 24                     | 20                         | 4                            | Veikkausliiga (Hạng 1) - 4 đội                                                       |
| Vòng 6    | 16                    | 16                     | 12                         | 4                            | Veikkausliiga (Hạng 1) - 4 đội                                                       |
| Tứ kết    | 8                     | 8                      | 8                          | không có                     | không có                                                                             |
| Bán kết   | 4                     | 4                      | 4                          | không có                     | không có                                                                             |
| Chung kết | 2                     | 2                      | 2                          | không có                     | không có                                                                             |

## Vòng Một
Vòng này có sự tham gia của 70 đội từ hạng tư trở xuống, trong khi 31 đội ở các hạng đấu thấp được miễn đấu và vào vòng trong. Các trận đấu diễn ra từ ngày 5 tháng 1 năm 2013 đến ngày 5 tháng 2 năm 2013.
| Thứ tự | Đội nhà              | Tỉ số    | Đội khách             | Thông tin |
| ------ | -------------------- | -------- | --------------------- | --------- |
| 1      | PPJ Akatemia         | 2–1      | SUMU/2                |           |
| 2      | FC Spede             | 8–7 (p.) | FC Kontu/2            |           |
| 3      | FC Playmates         | 0–9      | FC Viikingit/2        |           |
| 4      | HJK/Kannelmäki       | 1–4      | HPS/2                 |           |
| 5      | Töölön Taistu        | 7–0      | Helsingin Ponnistus   |           |
| 6      | SUMU                 | 0–5      | IF Gnistan/Ogeli      |           |
| 7      | IF Gnistan/2         | 3–2      | MPS/Atletico Akatemia |           |
| 8      | Friska Viljor        | 0–8      | JBK                   |           |
| 9      | HerTo                | 3–1      | MaKu/FC Myllypuro     |           |
| 10     | Töölön Vesa          | 5–0      | FC HEIV               |           |
| 11     | MPS/Atletico Malmi   | 1–5      | FC Kontu              |           |
| 12     | HIFK/2               | 5–1      | FC KaKe               |           |
| 13     | SAPA/2               | 0–3      | PPV                   |           |
| 14     | NuPS                 | 4–0      | Lahen Pojat JS        |           |
| 15     | PP-70                | 1–4      | Nekalan Pallo         |           |
| 16     | Paimion Haka         | 0–6      | VG-62                 |           |
| 17     | Haminan Pallo-Kissat | 4–0      | Kultsu FC             |           |
| 18     | Purha/2              | 5–4 (p.) | PEPO Lappeenranta     |           |

| Thứ tự | Đội nhà               | Tỉ số    | Đội khách           | Thông tin |
| ------ | --------------------- | -------- | ------------------- | --------- |
| 19     | MynPa                 | 5–3 (p.) | Åbo Club de Futbol  |           |
| 20     | Popinniemen Ponnistus | 4–1      | Karhulan Pojat      |           |
| 21     | Toivalan Urheilijat   | 0–6      | SC Kufu-98          |           |
| 22     | TuPS                  | 2–1      | KyIF                |           |
| 23     | Valkealan Kajo        | 2–1      | Sudet/3             |           |
| 24     | Konneveden Urheilijat | 1–5      | Joensuun Palloseura |           |
| 25     | FC LP                 | 0–13     | SexyPöxyt           |           |
| 26     | NJS                   | 2–4 (p.) | RiPS                |           |
| 27     | VaKP                  | 7–6 (p.) | Mäntän Valo         |           |
| 28     | Apollo                | 0–1      | EBK                 |           |
| 29     | Jags                  | 3–0      | Kristallipalatsi    |           |
| 30     | IF Sibbo-Vargarna     | 2–0      | Nopsa               |           |
| 31     | Nakkilan Nasta        | 1–2      | FC Boda             |           |
| 32     | FC Espoo              | 5–3      | PK-35/VJS Akatemia  |           |
| 33     | Edsevö Bollklubb      | 0–7      | IFK Jakobstad       |           |
| 34     | Sisu-Pallo            | 2–0      | GBK/2               |           |
| 35     | TamU-K                | 3–0      | Ikurin Vire         |           |

## Vòng Hai
Vòng này có sự tham gia của 66 đội từ hạng tư trở xuống. Các trận đấu diễn ra vào ngày 27 tháng 1 năm 2013.
| Thứ tự | Đội nhà                    | Tỉ số    | Đội khách       | Thông tin |
| ------ | -------------------------- | -------- | --------------- | --------- |
| 36     | Colo-Colo                  | 1–3      | HIFK/3          |           |
| 37     | FC Hieho                   | 1–2      | SAPA M1         |           |
| 38     | Malmin Ponnistajat         | 4–0      | HJK-j/Laajasalo |           |
| 39     | Orimattilan Pedot          | 5–2 (p.) | Reipas Lahti    |           |
| 40     | SC Riverball               | 2–0      | Kajaanin Haka   |           |
| 41     | Popinniemen Ponnistus      | 1–6      | FC Peltirumpu   |           |
| 42     | IF Sibbo-Vargarna          | 3–5      | HyPS            |           |
| 43     | Pallo-Pojat juniorit (PPJ) | 0–6      | HPS             |           |
| 44     | HIFK/4                     | 2–4      | PPV             |           |
| 45     | IF Gnistan/2               | 2–3      | FC Kiffen 08    |           |
| 46     | MynPa                      | 4–1      | VG-62           |           |
| 47     | Haminan Pallo-Kissat       | 1–2      | PaPe            |           |
| 48     | FC Rauma                   | 0–4      | FC Boda         |           |
| 49     | FC Spede                   | 4–5 (p.) | JFC Helsinki    |           |
| 50     | ParVi                      | 1–3      | Nekalan Pallo   |           |
| 51     | SC KuFu-98                 | 3–0      | JoPS            |           |
| 52     | Sisu-Pallo                 | 4–5 (p.) | IFK Jakobstad   |           |

| Thứ tự | Đội nhà          | Tỉ số     | Đội khách        | Thông tin |
| ------ | ---------------- | --------- | ---------------- | --------- |
| 53     | I-HK/OMV         | 10–9 (p.) | SexyPöxyt        |           |
| 54     | Riipilän Raketti | 1–3       | TuPS             |           |
| 55     | TamU-K           | 0–1       | VaKP             |           |
| 56     | Tervakosken Pato | 2–1       | Jags             |           |
| 57     | Purha/2          | 4–3       | Valkealan Kajo   |           |
| 58     | EBK              | 2–0       | RiPS             |           |
| 59     | Töölön Taisto    | 5–2       | IF Gnistan/Ogeli |           |
| 60     | KPR              | 0–13      | HIFK/2           |           |
| 61     | HPS/2            | 0–1       | PPJ/Akatemia     |           |
| 62     | Töölön Vesa      | 1–4       | FC Kontu         |           |
| 63     | FC Muurola       | 5–1       | Spartak Kajaani  |           |
| 64     | Black Islanders  | 3–5 (p.)  | Äänekosken Huima |           |
| 65     | FC POHU/Simpsons | 0–11      | FC Viikingit/2   |           |
| 66     | Ajax Sarkkiranta | 0–3       | JBK              |           |
| 67     | Ponnistajat/2    | 0–3       | HerTo            |           |
| 68     | NuPS             | 6–7 (p.)  | FC Espoo         |           |

## Vòng Ba
Vòng này có sự tham gia của 72 đội, bao gồm 8 đội ở Ykkönen và 31 đội ở Kakkonen. Các trận đấu diễn ra vào ngày 20 tháng 2 năm 2013.
| Thứ tự | Đội nhà            | Tỉ số        | Đội khách         | Thông tin |
| ------ | ------------------ | ------------ | ----------------- | --------- |
| 69     | GBK                | 3–0          | KPV               |           |
| 70     | Töölön Taisto      | 0–1          | EIF               |           |
| 71     | JBK                | 3–0          | AC Oulu           |           |
| 72     | FC Kontu           | 4–2 (s.h.p.) | EBK               |           |
| 73     | SAPA M1            | 0–4          | LC Lahti Akatemia |           |
| 74     | SC KuFu-98         | 8–0          | SC Riverball      |           |
| 75     | JFC Helsinki       | 0–6          | IF Gnistan        |           |
| 76     | HerTo              | 0–6          | PK-35 Vantaa      |           |
| 77     | Malmin Ponnistajat | 0–4          | EsPa              |           |
| 78     | FC Santa Claus     | 1–2          | PK-37             |           |
| 79     | PS Kemi            | 2–1          | AC Kajaani        |           |
| 80     | MynPa              | 0–3          | FC Jazz           |           |
| 81     | Masku              | 2–1          | SalPa             |           |
| 82     | IFK Jakobstad      | 1–0          | Äänekosken Huima  |           |
| 83     | Orimattilan Pedot  | 0–1          | Atlantis FC       |           |
| 84     | PPV                | 1–3 (s.h.p.) | BK-46             |           |
| 85     | VaKP               | 2−1          | Tervakosken Pato  |           |
| 86     | TuPS               | 0–4          | PK Keski-Uusimaa  |           |

| Thứ tự | Đội nhà        | Tỉ số        | Đội khách          | Thông tin |
| ------ | -------------- | ------------ | ------------------ | --------- |
| 87     | FC Espoo       | 0–2          | HIFK               |           |
| 88     | FC Boda        | 1–5          | Pallo-Iirot        |           |
| 89     | FC Peltirumpu  | 0–6          | KTP                |           |
| 90     | HIFK/2         | 0–6          | LPS                |           |
| 91     | FC Haka        | 2–0          | Ilves              |           |
| 92     | TPV            | 6–1          | FC Hämeenlinna     |           |
| 93     | Nekalan Pallo  | 2–3          | Hämeenlinnan Härmä |           |
| 94     | FC Viikingit/2 | 4–2 (s.h.p.) | JäPS               |           |
| 95     | I-HK/OMV       | 0–4          | KäPa               |           |
| 96     | Purha/2        | 0–5          | Sudet              |           |
| 97     | HIFK/3         | 0–9          | Pallohonka         |           |
| 98     | HPS            | 1−2          | FC Futura          |           |
| 99     | MP             | 1–2          | JIPPO              |           |
| 100    | PPJ/Akatemia   | 0–7          | Klubi-04           |           |
| 101    | PaPe           | 0–7          | FC KooTeePee       |           |
| 102    | Vasa IFK       | 1–0          | SJK                |           |
| 103    | HyPS           | 0–1          | FC Kiffen 08       |           |
| 104    | FC Muurola     | 0–8          | TP-47              |           |

## Vòng Bốn
Vòng này có sự tham gia của 40 đội, bao gồm 4 đội ở Veikkausliiga (các đội bị loại từ vòng bảng Cúp Liên đoàn). Các trận đấu diễn ra vào ngày 16 tháng 3 năm 2013.
| 16 tháng 3 năm 2013 105 | FC Kontu | v | FC KooTeePee                            | Talin jalkapallohalli, Helsinki |  |
| 14:00                   |          |   | Camara 20' · Veija 80' · Kaakinen 90+1' | Trọng tài: Mikko Mörö           |  |

| 16 tháng 3 năm 2013 106 | SC KuFu-98 | v | TP-47                                              | Kuopio-halli, Kuopio        |  |
| 20:30                   | Kolari 85' |   | Pyyny 19' · Wilson 36' · Wilson 68' · Gullsten 81' | Trọng tài: Ville Nevalainen |  |

| 17 tháng 3 năm 2013 107 | Maskun Palloseura | v | FC Haka                                             | Karvetin tekonurmi, Naantali                   |  |
| 16:15                   |                   |   | Petrescu 22' · Zézé 27' · Matrone 29' · Salonen 76' | Lượng khán giả: 153 Trọng tài: Ville Käldström |  |

| 22 tháng 3 năm 2013 108 | Hämeenlinnan Härmä | v | FC Jazz                                                                                              | Säästöpankki Areena, Hämeenlinna           |  |
| 20:00                   |                    |   | Santahuhta 20' · Vihtilä 47' · Koivunen 55' · Koivunen 70' · Vihtilä 77' · Tuuri 82' · Pihlainen 89' | Lượng khán giả: 98 Trọng tài: Atte Jussila |  |

| 23 tháng 3 năm 2013 109 | LPS                                      | v | EIF       | Talin jalkapallohalli, Helsinki |  |
| 8:30                    | Arolinna 16' · Kaplas 20' · Viljamaa 75' |   | Sevon 30' | Trọng tài: Jussi Vainikka       |  |

| 23 tháng 3 năm 2013 110 | JBK             | v | PS Kemi                     | Tellushallen, Jakobstad    |  |
| 13:00                   | Korkea-Aho 102' |   | Eissele 115' · Eissele 116' | Trọng tài: Ville Käldström |  |

| 23 tháng 3 năm 2013 111 | LC Lahti Akatemia | v | PK-35 Vantaa | Lahden kisapuisto, Lahti                           |  |
| 13:30                   |                   |   | Inutile 90'  | Lượng khán giả: 102 Trọng tài: tháng Bako Lindberg |  |

| 23 tháng 3 năm 2013 112 | TPV                      | v | Pallo-Iirot | Tampere Exhibition and Sports Centre, Tampere |  |
| 16:15                   | Koroma 15' · Muhumud 72' |   |             | Trọng tài: Veli-Matti Kanerva                 |  |

| 23 tháng 3 năm 2013 113 | Atlantis FC                            | v | BK-46                                               | Töölön Pallokenttä, Helsinki                  |  |
| 18:00                   | Solomon 4' · Solomon 67' · Solomon 82' |   | Siikala 33' · Stevens 59' · Luoto 90' · Stevens 98' | Lượng khán giả: 86 Trọng tài: Miikka Raininko |  |

| 24 tháng 3 năm 2013 114 | IFK Jakobstad | v | GBK                                                                                                | Tellushallen, Jakobstad                       |  |
| 18:30                   |               |   | Roiko 16' · Aho 22' · Melarti 53' · Melarti 58' · Wargh 61' · Huuhka 74' · Roiko 76' · Melarti 90' | Lượng khán giả: 130 Trọng tài: Daniel Enkvist |  |

| 24 tháng 3 năm 2013 115 | FC Kiffen 08 | v | KäPa | Talin jalkapallohalli, Helsinki |  |
| 20:00                   |              |   |      | Trọng tài: Ifeoma Kulmala       |  |

| 25 tháng 3 năm 2013 116 | VaKP | v | FC Inter Turku | Sahara, Valkeakoski                                |  |
| 19:30                   |      |   | Gnabouyou 12' · Paajanen 40' · Sirbiladze 43' · Gnabouyou 55' · Duah 59' · Sirbiladze 77' · Camara 81' · Camara 88' · Diallo 90' | Lượng khán giả: 200 Trọng tài: tháng Bako Lindberg |  |

| 27 tháng 3 năm 2013 117 | IF Gnistan   | v (1 – 2 p) | Pallohonka  | Fair Pay Areena, Helsinki |  |
| 19:30                   | Koskinen 12' |             | Sipinen 34' | Trọng tài: Mikko Mörö     |  |

| 27 tháng 3 năm 2013 118 | HIFK         | v | Klubi-04              | Talin jalkapallohalli, Helsinki                |  |
| 20:00                   | Hänninen 15' |   | Khayat 21' · Puro 87' | Lượng khán giả: 351 Trọng tài: Miikka Raininko |  |

| 28 tháng 3 năm 2013 119 | Vasa IFK | v | VPS                      | Botnia-halli, Mustasaari                  |  |
| 19:00                   |          |   | Parikka 36' · Lomski 68' | Lượng khán giả: 612 Trọng tài: Suad Lulic |  |

| 1 tháng 4 năm 2013 120 | PK-37 | v | JIPPO                     | Savon Sanomat Areena, Kuopio                  |  |
| 12:30                  |       |   | Baboucarr 26' · Chidi 45' | Lượng khán giả: 120 Trọng tài: Anton Mustonen |  |

| 1 tháng 4 năm 2013 121 | EsPa | v | IFK Mariehamn             | Matinkylän uusi tekonurmi, Espoo |  |
| 15:00                  |      |   | Forsell 20' · Forsell 40' | Trọng tài: Juho Luukkanen        |  |

| 3 tháng 4 năm 2013 122 | FC Futura     | v | FC Honka                                                                  | Tapiolan Urheilupuisto, Espoo |  |
| 18:30                  | Britschgi 39' |   | Kastrati 33' · Mäkijärvi 48' · Anyamele 61' · Kastrati 81' · Vasara 90+1' | Trọng tài: Jari Pylvänäinen   |  |

| 3 tháng 4 năm 2013 123 | KTP                                     | v | Sudet | Saviniemi, Kouvola                              |  |
| 18:30                  | Gomez-tháng Battila 6' · Nieminen 45+1' |   |       | Lượng khán giả: 238 Trọng tài: Joonas Pulkkinen |  |

| 3 tháng 4 năm 2013 124 | FC Viikingit/2 | v | PK Keski-Uusimaa | Kalevan urheilupuisto, Kerava |  |
| 19:05                  | Ahonen 41'     |   |                  | Trọng tài: Sami Katko         |  |

## Vòng Năm
Vòng này có sự tham gia của 24 đội, bao gồm 4 đội ở Veikkausliiga. Các trận đấu diễn ra vào ngày 5 tháng 4 năm 2013.
| 5 tháng 4 năm 2013 125 | HJK                      | v | FF Jaro       | Talin jalkapallohalli, Helsinki                |  |
| 17:00                  | Moren 22' · Schüller 82' |   | Kullström 44' | Lượng khán giả: 348 Trọng tài: Toni Ollikainen |  |

| 6 tháng 4 năm 2013 126 | LPS          | v (5 – 6 p) | JIPPO   | Fair Pay Areena, Helsinki                    |  |
| 14:00                  | Viljamaa 51' |             | Uhmo 3' | Lượng khán giả: 85 Trọng tài: Juho Luukkanen |  |

| 6 tháng 4 năm 2013 127 | RoPS                         | v (5 – 3 p) | FC Inter Turku           | Rovaniemen keskuskenttä, Rovaniemi              |  |
| 15:00                  | Obilor 35' · Maisonvaara 47' |             | Duah 40' · Bouwman 90+4' | Lượng khán giả: 604 Trọng tài: Ville Nevalainen |  |

| 7 tháng 4 năm 2013 128 | KTP | v | IFK Mariehamn                                           | Kymenlaakson Sähkö Stadion, Kouvola       |  |
| 14:00                  |     |   | Forsell 29' · Jokihaara 71' · Adlam 85' · Östlind 90+2' | Lượng khán giả: 347 Trọng tài: Mikko Mörö |  |

| 9 tháng 4 năm 2013 129 | PK-35 Vantaa  | v | VPS                               | ISS Stadion, Vantaa                                |  |
| 16:30                  | Oravainen 76' |   | Parikka 33' (ph.đ.) · Parikka 85' | Lượng khán giả: 208 Trọng tài: tháng Bako Grönholm |  |

| 9 tháng 4 năm 2013 130 | MyPa | v | FC Honka           | Kymenlaakson Sähkö Stadion, Kouvola          |  |
| 18:30                  |      |   | Äijälä 18' (ph.đ.) | Lượng khán giả: 449 Trọng tài: Tommi Grönman |  |

| 10 tháng 4 năm 2013 131 | FC Viikingit/2 | v | FC Jazz        | Kartanon tekonurmi, Helsinki |  |
| 18:30                   |                |   | Koivunen 90+1' | Trọng tài: Jussi Vainikka    |  |

| 13 tháng 4 năm 2013 132 | TP-47                  | v | TPV                                                 | Jungon kenttä, Kemi                            |  |
| 11:30                   | Herala 1' · Herala 83' |   | Koroma 36' · Muhumud 45' · Koroma 60' · Rasva 90+4' | Lượng khán giả: 168 Trọng tài: Petri Pahtakari |  |

| 13 tháng 4 năm 2013 133 | PS Kemi                                   | v | GBK | Jungon kenttä, Kemi              |  |
| 15:00                   | Ikäläinen 34' · Eissele 64' · Eissele 70' |   |     | Trọng tài: Juha-Matti Kanniainen |  |

| 17 tháng 4 năm 2013 134 | FC KooTeePee               | v | Pallohonka | Karhulan keskuskenttä, Kotka                 |  |
| 18:00                   | Tyyskä 1' · Järviniemi 85' |   | Mboma 81'  | Lượng khán giả: 170 Trọng tài: Pete Pokkinen |  |

| 17 tháng 4 năm 2013 135 | FC Haka                                                 | v | KäPa | Sahara, Valkeakoski     |  |
| 18:00                   | Petrescu 43' · Petrescu 57' · Lindeman 85' · Zézé 90+3' |   |      | Trọng tài: Atte Jussila |  |

| 17 tháng 4 năm 2013 136 | Klubi-04 | v | BK-46       | Sân vận động Sonera, Helsinki                   |  |
| 18:30                   |          |   | Rantala 57' | Lượng khán giả: 152 Trọng tài: Joonas Kovapohja |  |

## Vòng Sáu
Vòng này có sự tham gia của 16 đội bóng. Các trận đấu diễn ra vào ngày 25 tháng 4 năm 2013.
| 24 tháng 4 năm 2013 137 | PS Kemi (3) | v | VPS (1)                   | Sauvosaari, Kemi                                     |  |
| 17:30                   |             |   | Koskimaa 48' · Lomski 73' | Lượng khán giả: 411 Trọng tài: Juha-Matti Kanniainen |  |

| 24 tháng 4 năm 2013 138 | TPV (3)    | v | FC Haka (2)                            | Sân vận động Tammela, Tampere                   |  |
| 18:30                   | Koroma 34' |   | Pirinen 32' · Petrescu 40' · Aalto 56' | Lượng khán giả: 707 Trọng tài: Ville Nevalainen |  |

| 25 tháng 4 năm 2013 139 | BK-46 (3) | v (s.h.p.) (1 – 4 p) | JJK (1) | Karjaan tekonurmi, Raseborg                  |  |
| 17:30                   |           |                      |         | Lượng khán giả: 614 Trọng tài: Tommi Grönman |  |

| 25 tháng 4 năm 2013 140 | FC Jazz (3) | v | JIPPO (2) | Porin Stadion, Pori                              |  |
| 18:00                   | Salo 56'    |   |           | Lượng khán giả: 189 Trọng tài: Miikka Lähdesmäki |  |

| 25 tháng 4 năm 2013 141 | FC KooTeePee (2) | v | FC Honka (1) | Arto Tolsa Areena, Kotka                  |  |
| 18:00                   |                  |   | Baah 9'      | Lượng khán giả: 275 Trọng tài: Mikko Mörö |  |

| 25 tháng 4 năm 2013 142 | TPS (1)                   | v (s.h.p.) | IFK Mariehamn (1)             | Veritas Stadion, Turku                     |  |
| 18:00                   | Ääritalo 59' · Tanska 60' |            | Forsell 43', 93' · Orgill 70' | Lượng khán giả: 545 Trọng tài: Vesa Hätilä |  |

| 25 tháng 4 năm 2013 143 | FC Lahti (1) | v | KuPS (1)               | Lahden Stadion, Lahti    |  |
| 18:30                   | Rafael 75'   |   | Paananen 32' · Ilo 64' | Trọng tài: Dennis Antamo |  |

| 25 tháng 4 năm 2013 144 | RoPS (1)   | v | HJK (1) | Rovaniemen keskuskenttä, Rovaniemi             |  |
| 18:30                   | Saxman 56' |   |         | Lượng khán giả: 1,387 Trọng tài: Tero Nieminen |  |

## Tứ kết
Vòng này có sự tham gia của 8 đội bóng. Các trận đấu diễn ra vào ngày 20 tháng 5 năm 2013.
| 20 tháng 5 năm 2013 145 | FC Jazz (3) | v | RoPS (1)                      | Pori Stadium, Pori                           |  |
|                         |             |   | Mbachu 11', 38' · Kokko 90+3' | Lượng khán giả: 812 Trọng tài: M. Lähdesmäki |  |

| 20 tháng 5 năm 2013 146 | FC Honka (1) | v | IFK Mariehamn (1)      | Tapiolan Urheilupuisto, Tapiola          |  |
|                         | Kastrati 58' |   | Assis 53' · Orgill 80' | Lượng khán giả: 526 Trọng tài: D. Antamo |  |

| 20 tháng 5 năm 2013 147 | VPS (1) | v | JJK (1)                   | Hietalahti Stadium, Vasa                      |  |
|                         |         |   | Wusu 76' · Poutiainen 84' | Lượng khán giả: 1218 Trọng tài: V. Nevalainen |  |

| 20 tháng 5 năm 2013 148 | FC Haka (2) | v (s.h.p.) | KuPS (1)                           | Tehtaan kenttä, Valkeakoski                   |  |
|                         | Zézé 90'    |            | Dudu 65' · Venäläinen 110' (ph.đ.) | Lượng khán giả: 1354 Trọng tài: M. Gestranius |  |

## Bán kết
| 17 tháng 8 năm 2013 149 | RoPS (1)                                              | v | IFK Mariehamn (1) | Rovaniemen keskuskenttä, Rovaniemi      |  |
|                         | Kokko 55' · Alison 59' · Lahtinen 61' · Priestley 90' |   |                   | Lượng khán giả: 2184 Trọng tài: P. Kari |  |

| 17 tháng 8 năm 2013 150 | JJK (1) | v | KuPS (1)  | Harjun stadion, Jyväskylä                     |  |
|                         |         |   | James 87' | Lượng khán giả: 2150 Trọng tài: M. Lähdesmäki |  |

## Chung kết
| 28 tháng 9 năm 2013 151 | RoPS (1)               | v | KuPS (1)          | Sân vận động Sonera, Helsinki                  |  |
|                         | Kokko 78' (ph.đ.), 79' |   | Voutilainen 90+1' | Lượng khán giả: 4,032 Trọng tài: Antti Munukka |  |